# Araranguá
Araranguá es un municipio brasileño del estado de Santa Catarina. Tiene una población estimada al 2021 de 69 493 habitantes. Fundado el 4 de mayo de 1728, se emnanció de Laguna como municipio en 1880 y forma parte de la Región metropolitana Carbonífera.

## Etimología
Cuando era distrito de Laguna era conocida como Campinas do Sul. Adoptó el nombre de Araranguá en 1880, cuando fue elevado a municipio. Según algunas versiones, el nombre del municipio es una onomatopeya. Otra es la fusión entre ararã (guacamayo) y guá (valle, tierra baja). Otra versión, es la que combina los términos arara y anguá, que juntos significarían ruido o ruido de papagayos, y la última que de la transformación del término guaraní ararerunguay en araringuá, que significa río de arena negra.

## Historia

### Periodo precolonial
Antes de su fundación, el terrorio del actual municipio fue poblado por pueblos concheros, aproximadamente en el 6000 a.c., y alrededor del 500 a.c. por los alfareros yes y guaraníes.
En este panorama de ocupación regional, Araranguá se presenta como un lugar de potencial arqueológico donde existen treinta y cinco sitios arqueológicos precoloniales mapeados, relacionados con sambaquis y cerámicas de la Tradición Tupiguarani.

### Periodo colonial
Según los registros del historiador de comienzos de la colonización, João Leonir Dall'Alba, registra conflictos entre indígenas y colonizadores, cuya conquista resultó en la caída de sociedades enteras.

### Fundación del municipio
Los primeros registros del actual municipio datan de 1728 con la apertura de la ruta dos Conventos (Caminho dos Conventos), y el establecimiento de las primeras casa y negocios en el lugar.
A comienzos del Siglo XIX, llegaron habitantes al lugar proveniente de Laguna asentándose en la desembocadura del Río Araranguá. Esto llevó a su proceso de formación administrativa en 1848, creando el distrito de "Nossa Senhora Mãe dos Homens", subordinado a Laguna. Luego, el distrito cambió su nombre a Campinas. En 1880 elevó su categoría a Villa, con el nombre de Araranguá, separándose de los municipios de Laguna y Tubarão.
Tras la Revolución Farroupilha, la villa recibió migración europea, proveniente mayoritariamente de Italia, quienes se establecieron en el lugar.

## Educación
Algunas de las instituciones superiores en el municipio son:
- Universidad Federal de Santa Catarina
- Instituto Federal de Santa Catarina
- Universidad del Sur de Santa Catarina
- Universidad del Norte del Paraná
- Instituto Federal de Santa Catarina